# Districtul Ain Kihal
Aïn Kihal este un district din provincia Aïn Témouchent, Algeria.